# Desmoptera analis
Desmoptera analis är en insektsart som beskrevs av Willy Adolf Theodor Ramme 1941. Desmoptera analis ingår i släktet Desmoptera och familjen Pyrgomorphidae. Inga underarter finns listade i Catalogue of Life.